# Isabelle Pivert
Pour les articles homonymes, voir Pivert (homonymie).
Isabelle Pivert est un écrivain et une éditrice française née en 1962.

## Parcours
Diplômée d’HEC, Isabelle Pivert a conseillé des multinationales. Elle s’est engagée dans le milieu associatif, étant responsable administratif de Médecins sans frontières en Roumanie pendant un an.
Elle dirige les éditions du Sextant, installées à Paris, qu’elle a fondées en 2003.
Les ouvrages qu’elle rédige se placent en opposition au néolibéralisme.

## Publications

### Ouvrages
- Traversée. Journal de voyage, Paris : Dufourg-Tandrup, 1995  (ISBN 2-9505919-4-9)
- Soleil capitaliste, entretiens au cœur des multinationales, éditions du Sextant  (ISBN 2-84978-008-1), coll. « Décodeur », Paris, 2006, 316 p.
- Plan social : entretiens avec des licencieurs, Éditions du Sextant, Paris, 2004, 118 p.  (ISBN 2-84978-002-2)
- La Création de valeur pour l'actionnaire ou la destruction de l'idée démocratique, éditions du Sextant, 2011, 55 p.

### Articles
- « La religion des 15 % », Le Monde diplomatique, mars 2009
- « Quand les cadres doutent à leur tour », Le Monde diplomatique, septembre 2012